# Tetramorium jizane
Tetramorium jizane är en myrart som beskrevs av Cedric A. Collingwood 1985. Tetramorium jizane ingår i släktet Tetramorium och familjen myror. Inga underarter finns listade i Catalogue of Life.